# Пропофол
Пропофол (МНН, англ. propofol) — короткодействующее, предназначенное для неингаляционного наркоза.     Его применяют для индукции или поддержания наркоза, в качестве седативного средства при искусственной вентиляции лёгких у взрослых пациентов и для процедурной седации. Также пропофол часто используют в ветеринарии. Пропофол разрешён к использованию в более чем 50 странах и в продаже имеются его дженерики.
Химически пропофол не относится к барбитуратам и в значительной степени заменяет тиопентал натрия (пентотал) для проведения анестезии, так как выход из наркоза пропофолом более быстрый и «чистый» по сравнению с тиопенталом. Пропофол не считается анальгетиком, и такие опиоиды, как фентанил, можно комбинировать с пропофолом для облегчения боли. За свой амнезийный эффект и внешний вид белой жидкости пропофол в шутку прозван врачами «молоком амнезии» (как каламбурная отсылка к «молоку магнезии» — водной суспензии гидроксида магния).

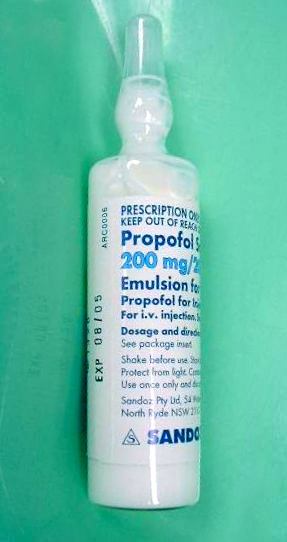
Ампула 20 мл 1%-й эмульсии пропофола

## История
Пропофол был разработан в Великобритании в компании Imperial Chemical Industries, под рабочим названием I.C.I. 35868. Созданные в начале 1970-х годов производные фенола со снотворными свойствами привели к разработке 2,6-диизопропилфенола. Первые клинические испытания, проведённые в 1977 году, показали возможность применения пропофола как анестетика для вводного наркоза. При этом в качестве растворителя препарата использовался кремофор EL (полиэтоксилированное касторовое масло). Однако, в связи с анафилактическими реакциями на кремофор, эта форма препарата была изъята из фармакологического рынка:191. В 1985 году была разработана форма пропофола в виде 1%-й (10 мг/мл) изотонической эмульсии, содержащей 10 % соевого масла, гидроксид натрия, очищенные яичные фосфолипиды и воду. Эмульсифицированная форма поступила на фармрынок в 1986 году под торговым названием Диприван (сокращение от англ. diisopropyl intravenous anesthetic — диизопропиловый внутривенный анестетик). Благодаря своим уникальным свойствам пропофол получил широкое распространение в мировой анестезиологии, однако в Российской Федерации его использование ограничено в связи с более высокой стоимостью:95 по сравнению с некоторыми другими видами наркоза.

## Химические свойства
2,6-Диизопропилфенол — химически инертное производное фенола, состоит из фенольного кольца, к которому присоединены две изопропильные группы:83. Пропофол практически нерастворим в воде, но хорошо растворяется в жирах, что и объясняет современный состав растворителя препарата: 10 % — соевое масло, 1,2 % — очищенные яичные фосфолипиды (эмульгатор), 2,25 % — глицерин и гидроксид натрия для регулирования pH. Эмульсия пропофола — непрозрачная слегка вязкая жидкость бело-молочного цвета. Такой цвет объясняется рассеиванием света мелкими (примерно 150 нм) капельками масла, которое она содержит. Существуют формы пропофола, которые содержат пиросульфит натрия или этилендиаминтетрауксусную кислоту в качестве антимикробного средства для предотвращения размножения бактерий в препарате. Ампула препарата содержит 20 мл 1%-го раствора пропофола (10 мг/мл); выпускаются также флаконы по 50 и 100 мл 1%-го и 2%-го раствора для инфузии. 
Разработано водорастворимое пролекарство — фоспропофол, одобренный FDA в 2008 году. Торговое название — Lusedra. Фоспропофол быстро метаболизируется под действием щелочной фосфатазы до пропофола.

## Механизм действия
Механизм действия точно неизвестен. Предполагают, что пропофол потенциирует гамма-аминомасляную кислоту в ГАМКА-рецепторе, тем самым облегчая проведение ингибирующего импульса и замедляя время закрытия канала. В некоторых исследованиях обнаружено свойство пропофола действовать в качестве блокатора натриевых каналов. Пропофол следует тщательно титровать или полностью отменить в случае гиперкалиемии, гипермагниемии, введении препаратов иммунной системы. Действие препарата следует производить под контролем дыхания пациента, артериального давления и ЧСС. В частности используется анестезиологами во время индукции и поддержки эндотрахеального наркоза.

## Фармакокинетика
Благодаря высокой растворимости в жирах пропофол быстро проникает в мозг, что обуславливает практически мгновенное начало действия (утрата сознания происходит через промежуток, необходимый для доставки препарата кровью от предплечья к головному мозгу). Время пикового эффекта составляет примерно 90 секунд. Пропофол в значительной степени (на 97—98 %) связывается с белками плазмы in vivo (преимущественно с α1-гликопротеином и в меньшей степени с альбуминами плазмы):104. Быстро метаболизируется в печени путём конъюгации с образованием водорастворимых неактивных метаболитов (глюкуронидов и сульфатов), которые выводятся почками. В неизменённом виде менее 1 % пропофола выводится с мочой и до 2 % — с калом. Скорость его клиренса (1,5—2,2 л/мин) превышает печёночный кровоток, что свидетельствует о возможности внепечёночного метаболизма препарата. Это предположение было подтверждено, когда в моче пациента во время беспечёночного этапа трансплантации печени было обнаружено большое количество метаболита глюкуронида. Предполагают, что лёгкие играют важную роль во внепечёночном метаболизме препарата. В двух недавних исследованиях была установлена роль почек в метаболизме пропофола - они дают 30 % от общего клиренса. В in vitro исследованиях человеческой почки и тонкой кишки, микросомы этих тканей показали способность к образованию глюкуронид пропофола. Пропофол приводит к зависимому от концентрации ингибированию цитохрома Р450 и может изменять метаболизм препаратов, зависимых от этой ферментной системы (например, опиатов).
Фармакокинетика пропофола описывается двух- и трёхсекторной (камерной) моделью. При использовании двухсекторной модели период полувыведения в начальной фазе распределения пропофола составляет 2—8 минут, а в фазу элиминации — 1—3 часа. Исследования, использовавшие трёхсекторную модель, показали, что период полувыведения в начальной быстрой фазе распределения пропофола составляет 1—8 минут, в медленную фазу распределения — 30—70 минут, а в фазу элиминации — 4—23,5 часа. Этот более длительный период полувыведения в фазе элиминации более точно отражает медленное возвращение пропофола из слабоперфузируемых тканей в центральный сектор. Время снижения концентрации пропофола вдвое составляет менее 40 минут при инфузии в течение 8 часов. Однако длительность его снотворного эффекта намного короче, благодаря быстрому распределению в фармакологически неактивных периферических тканях (например, в жировой) и интенсивному метаболизму, опережающему его медленное возвращение в центральный сектор:107.
На фармакокинетику пропофола влияют различные факторы (например, пол, возраст, масса тела, сопутствующие заболевания, сочетание с другими препаратами). Пропофол может замедлять свой собственный клиренс, снижая печёночный кровоток.

## Передозировка
По официальным данным, американский музыкант Майкл Джексон скончался в 2009 году от остановки сердца после передозировки пропофола. Ввёл ему препарат лечащий врач Конрад Мюррей, в 2011 году он был осуждён за непредумышленное убийство пациента. В ходе судебного процесса выяснилось, что доктор нарушил множество медицинских стандартов, допустив применение пропофола без надлежащего контроля.
Американская комедийная актриса Джоан Риверз, по медицинским отчётам, скончалась в больнице в сентябре 2014 года от остановки дыхания в связи с введённой по ошибке двойной дозой пропофола.
В Санкт-Петербурге в июне 2017 года балетмейстер Мариинского театра, заслуженный артист Российской Федерации Сергей Вихарев умер в кресле стоматолога в частной клинике после инъекции пропофола.
Посмертное вскрытие в таких случаях показывает концентрацию пропофола в крови, как правило, в тех же пределах, что и у живых пациентов, получавших препарат в контролируемых медицинских условиях.
В американском штате Миссури пропофол используют в инъекциях для приведения в исполнение смертных приговоров.